# Commodores de Vanderbilt
Les Commodores de Vanderbilt (en anglais : Vanderbilt Commodores) sont un club omnisports universitaire américain qui se réfère aux 17 équipes sportives féminines (11) et masculines (6) qui représentent l'université Vanderbilt et qui participent aux compétitions organisées par la National Collegiate Athletic Association au sein de sa Division I.
Les installations sportives sont situées sur le campus universitaire à Nashville dans l'État du Tennessee.
Les équipes des Commodores sont membres de la division Est de la Southeastern Conference (SEC) à l'exception des équipes de crosse féminine qui évolue dans l'American Athletic Conference et de bowling féminin qui évolue dans la Conference USA.
Les Volunteers du Tennessee sont les principaux rivaux des équipes sportives de Vanderbilt et la seule autre équipe de la SEC située dans le Tennessee.
La présente page est principalement consacrée au traitement du football américain au sein de l'université. Son équipe a joué son premier match en 1890 contre l'équipe l'université de Nashville. Elle évolue comme équipe indépendante entre 1890 et 1894. Elle intègre ensuite la Southern Intercollegiate Athletic Association (SIAA) entre 1895 et 1921, puis passe en Southern Conference (SoCon) jusqu'en 1932. Elle fait partie depuis 1932 de la Division Est de la Southeastern Conference (SEC) dont elle est une des membres fondateurs.

## Liste des sports pratiqués par les Commodores
| Hommes (6)                                  | Femmes (9)        |
| ------------------------------------------- | ----------------- |
| Baseball                                    | Athlétisme†       |
| Basket-ball                                 | Basket-ball       |
| Cross country                               | Cross country     |
| Football américain                          | Bowling           |
| Golf                                        | Golf              |
| Tennis                                      | Tennis            |
|                                             | Football (soccer) |
|                                             | Lacrosse          |
|                                             | Natation/Plongeon |
|                                             | Volley-ball       |
| † – Athlétisme en salle et/ou en plein air. |                   |

## Football américain

### Descriptif en début de saison 2025
- Couleurs :   (or et noir)

- Surnom : Les Commodores

- Dirigeants :
  - Directeur sportif : Candice Storey Lee (en)
  - Entraîneur principal : Clark Lea (en) , 5e saison, bilan : 16 - 33 - 0 (32,7 %)

- Stade :
  - Nom : FirstBank Stadium
  - Capacité : 40 550 places
  - Surface de jeu : pelouse naturelle
  - Lieu : Nashville, Tennessee

- Conférence : 
  - Actuelle : Southeastern Conference (SEC) , Division Est (Eastern)
  - Anciennes : 
    - Indépendants (1890–1894)
    - Southern Intercollegiate Athletic Association (en) - SIAA (1895–1921)
    - Southern Conference (1922–1932)

- Internet :
  - Nom site Web : vucommodores.com
  - URL : https://vucommodores.com/

- Bilan des matchs :
  - Victoires : 618 (48,2 %)
  - Défaites : 665
  - Nuls : 50

- Bilan des Bowls : 
  - Victoires :  5(55,0 %)
  - Défaites : 4
  - Nuls : 1

- College Football Playoff :
  - Apparitions : 0
  - Bilan : -
  - Apparitions en College Football Championship Game : 0

- Titres (~ signifie champion à égalité):
  - Titres nationaux : 0
  - Titres nationaux non réclamés : 1931, 1922
  - Titres de la conférence : 14
    - SIAA : 12 (1897, 1901, 1903~, 1904, 1905, 1906~, 1907, 1910~, 1911, 1912, 1915, 1921~)
    - SoCon : 2 (1922~, 1923~)
    - SEC : 0

  - Titres de la division Est SEC: 0

- Joueurs :
  - Meilleures statistiques individuelles de l'histoire des Commodores (en).
  - Vainqueurs du Trophée Heisman : 0
  - Sélectionnés All-American : 7[4]

- Hymne : Dynamite (en)
- Mascotte : Mr. C
- Fanfare : Spirit of Gold Marching Band (en)

- Rivalités : 
  - Georgia
  - Tennessee
  - Ole Miss
  - Kentucky
  - Sewanee (en)

### Palmarès
(dernière mise à jour en fin de saison 2024)
- Champion national :

Vanderbilt ne réclame aucun titre de champion national mais la société de cotation Berryman QPRS (en), lui a décerné ce titre après une analyse rétroactive des saisons 1921 et 1922.
| Saison               | Entraîneur       | Sélectionneur      | Bilan de saison régulière |
| -------------------- | ---------------- | ------------------ | ------------------------- |
| 1921                 | Dan McGugin (en) | Berryman QPRS (en) | 7-0-1                     |
| 1922                 | Dan McGugin (en) | Berryman QPRS (en) | 8-0-1                     |
| Titres nationaux : 2 |                  |                    |                           |
- Titres de conférence

Vanderbilt a remporté quatorze titres de champion de conférence dont six à égalité.
| Saison                       | Conférence | Entraîneur         | Bilan de saison | Bilan en conférence |
| ---------------------------- | ---------- | ------------------ | --------------- | ------------------- |
| 1897                         | SIAA (en)  | R. G. Acton (en)   | 6–0–1           | 3–0–1               |
| 1901                         | SIAA (en)  | W. H. Watkins (en) | 6–1–1           | 6–0–1               |
| 1903†                        | SIAA (en)  | James H. Henry     | 6–1–1           | 5–1–1               |
| 1904                         | SIAA (en)  | Dan McGugin (en)   | 9–0–0           | 5–0–0               |
| 1905                         | SIAA (en)  | Dan McGugin (en)   | 7–1–0           | 6–0–0               |
| 1906†                        | SIAA (en)  | Dan McGugin (en)   | 8–1–0           | 6–0–0               |
| 1907                         | SIAA (en)  | Dan McGugin (en)   | 5–1–1           | 4–0–0               |
| 1910†                        | SIAA (en)  | Dan McGugin (en)   | 8–0–1           | 5–0–0               |
| 1911                         | SIAA (en)  | Dan McGugin (en)   | 8–1–0           | 6–0–0               |
| 1912                         | SIAA (en)  | Dan McGugin (en)   | 8–1–1           | 4–0–1               |
| 1915                         | SIAA (en)  | Dan McGugin (en)   | 9–1–0           | 5–0–0               |
| 1921†                        | SIAA (en)  | Dan McGugin (en)   | 7–0–1           | 4–0–1               |
| 1922†                        | SoCon      | Dan McGugin (en)   | 8–0–1           | 3–0–0               |
| 1923†                        | SoCon      | Dan McGugin (en)   | 5–2–1           | 3–0–1               |
| Titres : SIAA, 11 - SoCon, 2 |            |                    |                 |                     |
Note : † signifie co-champion
- Bowls :

Vanderbilt a participé à dix bowls d'après saison universitaire avec un bilan de 5 victoires, 1 nul et 4 défaites.
| Saison                                 | Entraîneur            | Nom du bowl               | Adversaire                       | Résultat | Résultat |
| -------------------------------------- | --------------------- | ------------------------- | -------------------------------- | -------- | -------- |
| 1955                                   | Art Guepe (en)        | Gator Bowl 1955           | Tigers d'Auburn                  | G        | 25–13    |
| 1974                                   | Steve Sloan (en)      | Peach Bowl 1974           | Red Raiders de Texas Tech        | N        | 60–06    |
| 1982                                   | George MacIntyre (en) | Hall of Fame Classic 1982 | Falcons de l'Air Force           | P        | 28–36    |
| 2008                                   | Bobby Johnson (en)    | Music City Bowl 2008      | Eagles de Boston College         | G        | 16–14    |
| 2011                                   | James Franklin (en)   | Liberty Bowl 2011         | Bearcats de Cincinnati           | P        | 24–31    |
| 2012                                   | James Franklin (en)   | Music City Bowl 2012      | Wolfpack de North Carolina State | G        | 38–24    |
| 2013                                   | James Franklin (en)   | BBVA Compass Bowl 2014    | Cougars de Houston               | G        | 41–24    |
| 2016                                   | Derek Mason (en)      | Independence Bowl 2016    | Wolfpack de North Carolina State | P        | 17–41    |
| 2018                                   | Derek Mason (en)      | Texas Bowl 2018           | Bears de Baylor                  | P        | 38–45    |
| 2024                                   | Clark Lea (en)        | Birmingham Bowl 2024      | Yellow Jackets de Georgia Tech   | G        | 35–27    |
| Bilan : 5 victoires, 4 défaites, 1 nul |                       |                           |                                  |          |          |

### Rivalités

#### Tennessee
Vanderbilt et Tennessee se sont rencontrés à 117 reprises depuis la 1892, Tennessee menant les statistiques avec 79 victoires pour 33 à Vanderbilt et 5 nuls. Au début, c'est Vanderbilt qui est dominant avec 19 victoires et trois nuls au cours de 24 premiers matchs. Entre 1928 et 2011, Tennessee a remporté 71 victoires pour 9 défaites et 2 nuls. Depuis 2012, Vanderbilt n'a remporté que cinq des treize derniers matchs. 
La plus large victoire de Vanderbilt l'a été par 76 points d'écart en 1918 lors du match joué au Old Dudley Field de Nashville (Vanderbilt 76, Tennessee 0). Celle de Tennessee l'a été par 56 points d'écart en 2022 lors du match joué au Shields-Watkins Field (Tennessee 56, Vanderbilt 0).
La plus longue série de victoires consécutives de Vanderbilt l'a été entre 1901 et 1913 (9 victoires) et celle de Tennessee l'a été entre 1983 et 2004 (22 victoires).

#### Georgia

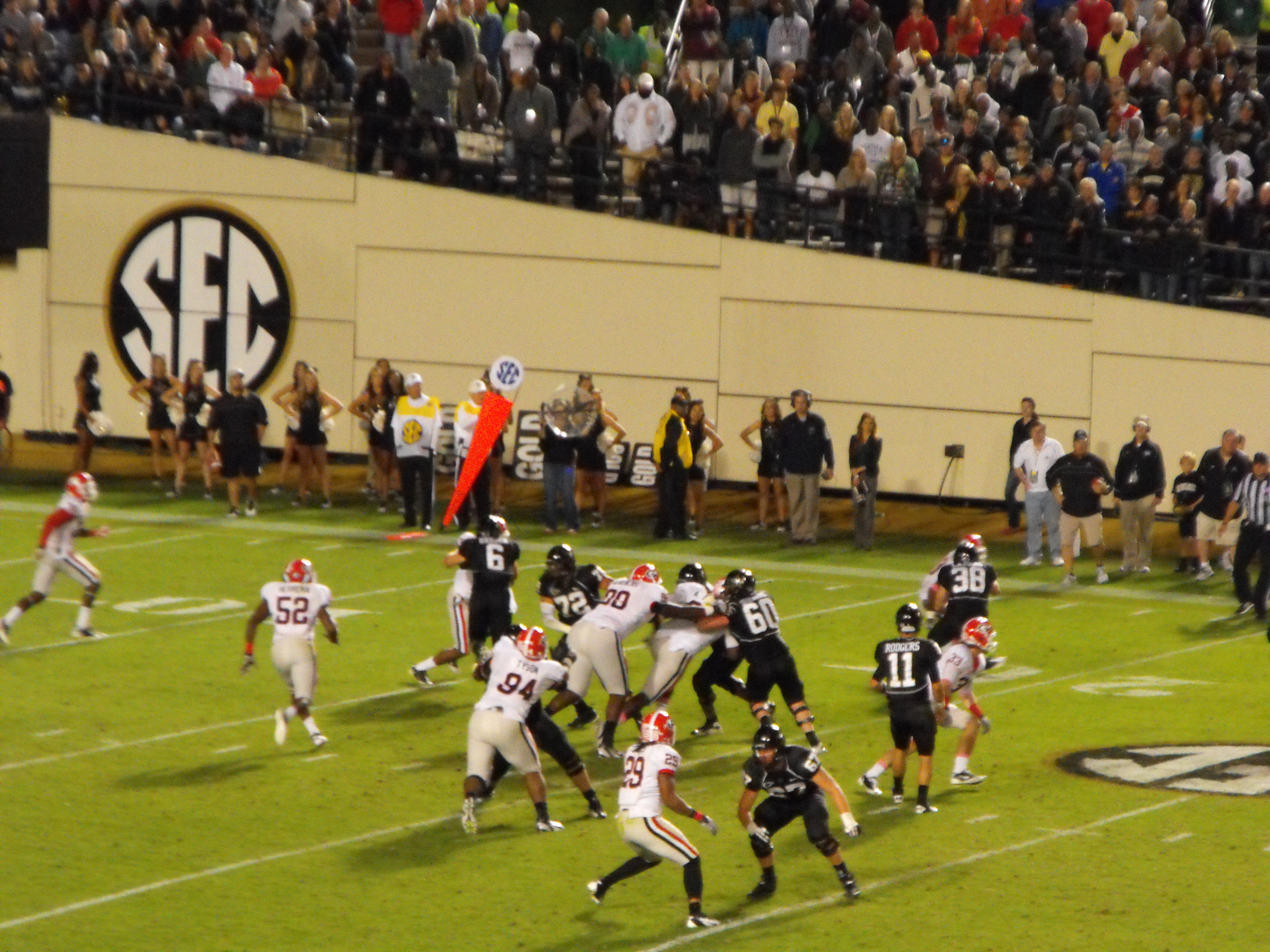
Georgia vs. Vanderbilt en 2011.

Le premier match s'est déroulé en 1893. Depuis 1968, les équipes se rencontrent chaque année puisque toutes deux membres de la division East de la conférence SEC.
Les matchs se jouent de façon alternative entre Nashville (Tennessee) et Athens (Georgia). 
C'est Georgia qui mène les statistiques avec 61 victoires pour 20 à Vanderbilt et 2 nuls

#### Ole Miss
Les Rebels d'Ole Miss sont des rivaux membres de la division West de la conférence SEC. Les équipes se sont rencontrées à 98 reprises depuis 1984, Ole Miss menant les statistiques avec 56 victoires pour 40 à Vanderbilt et 2 nuls.
La plus large victoire de ces matchs de rivalité est attribuée à Vanderbilt avec un écart de 91 points en 1915. Vanderbilt possède également la plus longue série de victoires consécutives soit 18 entre 1894 et 1938.

#### Kentucky
Les équipes se rencontrent chaque année depuis 1953, la rivalité ayant débuté en 1896. Elles sont toutes deux membres de la division East de la conférence SEC.
Les matchs se disputent alternativement entre Nashville (Tennessee) et Lexington (Kentucky). Kentucky mène la série avec 48 victoires pour 44 à Vanderbilt et 4 nuls.

#### Sewanee
Vanderbilt et les Tigers de Sewanee (en) ont été membres fondateurs de la Southern Intercollegiate Athletic Association (en) (SIAA) devenue la Southern Conference et finalement la Southeastern Conference (SEC). 
C'est la plus ancienne des rivalités de Vanderbilt puisque le premier match s'est déroulé en 1891. Ce match était le second de l'histoire de Vanderbilt. 
Vanderbilt mène la série avec 40 victoires pour 8 à Sewanee et 4 nuls.
La plus large victoire de ces matchs de rivalité est à l'actif de Vanderbilt en 1905 (68 à 4). Les rencontres avaient habituellement lieu en fin de saison à l'occasion du Thanksgiving Day. Cependant, les deux équipes ne se sont plus rencontrées depuis 1944 et ne risquent plus de le faire, Sewanee évoluant en NCAA Division III.
| Équipe rivale                | Bilan des Commodores | Bilan des Commodores | Bilan des Commodores | Bilan des Commodores | Bilan des Commodores | Premier match | Dernier match |
| ---------------------------- | -------------------- | -------------------- | -------------------- | -------------------- | -------------------- | ------------- | ------------- |
| Équipe rivale                | Nb.                  | V.                   | D.                   | N.                   | %                    | Premier match | Dernier match |
| Volunteers du Tennessee (en) | 117                  | 33                   | 79                   | 5                    | 28,2                 | 1892          | 2024          |
| Bulldogs de la Géorgie (en)  | 083                  | 20                   | 61                   | 2                    | 24,1                 | 1893          | 2024          |
| Rebels d'Ole Miss (en)       | 098                  | 40                   | 54                   | 2                    | 40,8                 | 1894          | 2023          |
| Wildcats du Kentucky (en)    | 097                  | 44                   | 48                   | 4                    | 45,4                 | 1896          | 2024          |
| Tigers de Sewanee (en)       | 052                  | 40                   | 08                   | 4                    | 77,0                 | 1891          | 1944          |

### Récompenses individuelles
| Nom                                | Poste       | Carrière             |
| ---------------------------------- | ----------- | -------------------- |
| John J. Tigert (en)                | Halfback    | 1901–1903            |
| Josh Cody (en)                     | Tackle      | 1914–1916, 1919      |
| Lynn Bomar (en)                    | End/Tackle  | 1921–1924            |
| William Douglas "Bill" Spears (en) | Quarterback | 1925–1927            |
| Carl Hinkle (en)                   | Center      | 1935–1937            |
| Dan McGugin (en)                   | Entraîneur  | 1904–1917, 1919–1934 |
| Ray Morrison (en)                  | Entraîneur  | 1918, 1935–1939      |
| Jess Neely (en)                    | Entraîneur  | 1920–1922*           |
| Red Sanders (en)                   | Entraîneur  | 1940–1942, 1946–1948 |
| Bill Edwards (en)                  | Entraîneur  | 1949–1952            |

* Jess Neely a joué pour Vanderbilt de 1920 à 1922 mais n'a jamais été entraîneur de Vanderbilt.

## Autres sports

### Palmarès
- Hommes : 
  - Champion NCAA de baseball (2) : 2014, 2019

- Femmes :
  - Champion NCAA de bowling féminin (3) : 2007, 2018, 2023
  - Champion NCAA de tennis féminin (1) : 2015

### Basket-ball féminin
Vanderbilt atteint le Final Four NCAA en 1993, quatre fois l'Elite Eight et sept fois le Sweet 16 entre 1992 et 2016. Précédemment coach de la franchise WNBA du Fever de l'Indiana, Stephanie White remplace en 2016 Melanie Balcomb démise de ses fonctions le 27 avril 2016 sur un bilan de 310 victoires (le plus fort total historique de Vanderbilt) et 149 revers en 14 saisons conclues les deux dernières par une absence au tournoi final NCAA. D'ici la fin de saison WNBA 2016, elle est supplée par son ancienne coach à Purdue Carolyn Peck (qui a elle-même porté le maillot de Vanderbilt de 1984 à 1988) et qui doit ensuite devenir l'associée de White.